# Antonio Bisquert

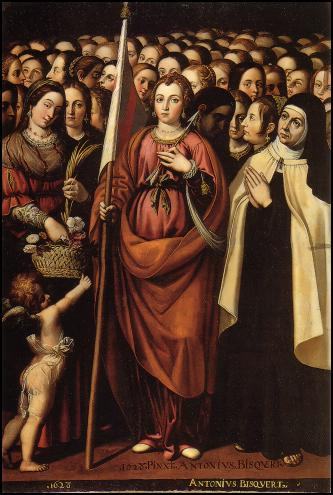
Santa Úrsula con santa Rosalía, santa Teresa de Jesús y las once mil vírgenes, 1628, Catedral de Teruel, capilla de la Virgen de los Desamparados.

Antonio Bisquert (¿Valencia?, c. 1596-Teruel, 10 de noviembre de 1646) fue un pintor barroco valenciano activo principalmente en tierras de Aragón, tras establecerse hacia 1620 en Teruel donde contrajo matrimonio y se conserva el grueso de su obra.
Matriculado como pintor independiente en el Colegio de Pintores de Valencia en septiembre de 1616, junto con Juan Ribalta, en su obra es preponderante la influencia ribaltesca, al punto de habérsele supuesto una formación en el taller de Francisco Ribalta sin documento que lo acredite. Más probable parece su formación en el taller de Pedro Oromig a quien de 1617 a 1619 acompañó trabajando en la decoración del monasterio cisterciense de Santa María de la Valldigna, como consta por su declaración testifical en el proceso criminal abierto el último año contra Oromig. Con gusto ecléctico, no obstante, las influencias de Ribalta resultan matizadas por el conocimiento de la pintura valenciana anterior, incluido el todavía pujante taller de los Macip, e influencias escurialenses de un moderado naturalismo, junto con una amplia utilización de estampas en sus composiciones. En sus obras, de asunto siempre religioso y para una clientela que, en su caso, parece exclusivamente eclesiástica y destinada a la decoración de edificios religiosos, como pueden ser los grandes ciclos pictóricos de la vida de San Lorenzo para su iglesia de Huesca o el de la vida de San Vicente para la de San Gil en Zaragoza, antiguamente atribuidos a Jusepe Martínez, puede destacarse un manifiesto buen gusto para la representación de objetos cotidianos y detalles secundarios.
Antonio Ponz, al visitar la catedral de Teruel, elogió su retablo de las Once mil Vírgenes firmado «1628: Pinxit: Antonius Bisquert», y teniéndole por «Profesor de mucho mérito», recopiló algunas noticias sobre él que fueron aprovechadas por Ceán Bermúdez en su Diccionario histórico, donde además de hacerse eco de algunas obras distribuidas por las iglesias de San Pedro y de Santiago, daba como causa de la muerte el pesar que había sentido cuando la catedral encomendó a un Francisco Ximénez el cuadro de la Adoración de los Reyes, quitándoselo a él.